# Westbeach Recorders
Westbeach Recorders var en inspelningsstudio som låg i Hollywood, Kalifornien i USA på 6035 Hollywood Boulevard. Westbeach Recorders grundades 1985 av Brett Gurewitz och låg från början i Culver City, Kalifornien innan studion flyttade till Hollywood i februari 1987. Studion flyttade sista gången 1991, till lokalerna där Seymour Hellers Producer's Workshop tidigare hade legat på Hollywood Boulevard. Ett av rummen bak i studion användes till Epitaph Records, också grundat av Gurewitz, första kontor. Donnell Cameron blev partner i Westbeach Recorders 1988 och var kvar som studioägare och ljudtekniker till dess att studion lades ned den 12 maj 2010.

## Ett urval av album som spelats in i studion
- Bad Religion – Suffer (1988)
- Pennywise – Pennywise (1991)
- The Offspring – Ignition (1992)
- Guttermouth – Balls (1992)
- NOFX – White Trash, Two Heebs and a Bean (1992)
- NOFX – Punk in Drublic (1994)
- Blink-182 – Cheshire Cat (1995)
- Rancid – Rancid (2000)
- Avenged Sevenfold – Sounding the Seventh Trumpet (2001)
- Bad Religion – The Process of Belief (2002)